# Zarià Svobodi
Zarià Svobodi (en rus: Заря Свободы) és un poble de l'óblast d'Omsk, a Rússia, que en el cens del 2010 tenia 751 habitants. Pertany al districte rural de Mariànovka.